# Aeroporto internazionale di Phu Quoc
L'aeroporto internazionale di Phú Quốc (in vietnamita: Sân bay Quốc tế Phú Quốc)  (ICAO: VVPQ - IATA: PQC) è un moderno aeroporto vietnamita situato sull'isola meridionale di Phú Quốc, nella provincia di Kien Giangla e nelle vicinanze della città di Dương Đông a circa 10 chilometri a nord-est di Ho Chi Minh. È stato completato nel mese di novembre del 2012 e inaugurato il 2 dicembre 2012.  L'aeroporto serve principalmente i turisti diretti verso le spiagge dell'isola.
Può servire 2,6 milioni di passeggeri all'anno e la capacità prevista è di 7 milioni di passeggeri all'anno. Sostituisce il vecchio aeroporto di Duong Dong.